# Benjamin R. Teitelbaum
Benjamin Raphael Teitelbaum (nascido em 27 de janeiro de 1983) é um etnógrafo e comentarista político americano. Professor assistente de etnomusicologia da Universidade do Colorado e ex-chefe de estudos nórdicos da mesma instituição. É mais conhecido por sua pesquisa etnográfica em grupos de extrema direita da Escandinávia e comentários sobre imigração. Teitelbaum é frequentemente citado como especialista na mídia escandinava e americana.

## Vida e carreira
Ele é autor de artigos no New York Times, Foreign Policy, Wall Street Journal e The Atlantic. Seus textos também apareceram na Newsweek, na National Review, CNSNews.com, na BBC e na NPR.
Teitelbaum é o autor de Leões do Norte: sons do novo nacionalismo radical nórdico (Oxford University Press, 2017), um estudo etnográfico de nacionalistas radicais na Escandinávia, e do livro Guerra pela Eternidade (Unicamp, 2020), um ensaio sobre a influência da escola perenialista sobre figuras contemporâneas associadas à extrema-direita.